# Капуста (альбом)
«Капу́ста» — седьмой студийный и тринадцатый в общей хронологии альбом группы «Тайм-Аут».

## Список композиций
| №   | Название                       | Авторы      |
| --- | ------------------------------ | ----------- |
| 1.  | —                              | А. Минаев   |
| 2.  | Капуста                        | А. Минаев   |
| 3.  | Ночь-Луна                      | А. Минаев   |
| 4.  | Танцор диско                   | С. Степанов |
| 5.  | По барабану                    | А. Минаев   |
| 6.  | Я буду там                     | А. Минаев   |
| 7.  | Рок играть — не трусами махать | А. Минаев   |
| 8.  | Люди как люди                  | А. Минаев   |
| 9.  | Раз, 2, 3                      | А. Минаев   |
| 10. | Мороженое                      | А. Минаев   |
| 11. | Никто меня не любит            | А. Минаев   |
| 12. | Гуттаперчевая                  | А. Минаев   |
| 13. | Жертвы научной фантастики      | С. Степанов |
| 14. | Весна                          | А. Минаев   |

## Состав
- Александр Минаев (Акакий Назарыч Зирнбирнштейн) — бас-гитара, перкуссия, вокал, саунд-продюсер, продюсер;
- Сергей Степанов (Гагей Гагеич Сикорский) — электрогитара, акустическая гитара, вокал;
- Роман Мухачев (Терминатор Куклачев) — клавишные, аккордеон, вокал;
- Андрей Родин (Архимандрей Кислородин) — ударные, перкуссия;
- Сергей Педченко (Чидазл) — пульт, камера, саунд-продюсер.

### Специально приглашенные
- Гарик Сукачёв — вокал в песне «Весна»
- Олеся Гринфельд и Оля «Fairytale» Лаврова — бэк-вокал в песнях «Рок играть — не трусами махать», «Жертвы научной фантастики», «Никто меня не любит» и «Весна».

## Дополнительная информация
- Выпуск альбома откладывался почти 10 лет. За это время не раз перезаписывался частично или полностью. Официальной причиной столь затянувшегося релиза считается невозможность договориться с издателями.
- Для Романа Мухачёва это первая полноценная студийная пластинка в составе Тайм-Аута.
- Несмотря на девятилетнее отсутствие, Сергей Степанов принимал участие в записи всех студийных альбомов группы, начиная с пластинки «Ёхан Палыч Forever».
- Это первый альбом, записанный без Павла Молчанова, который годом ранее покинул группу и завершил свою музыкальную карьеру.
- В альбом также были включены новые версии песен «Жертвы научной фантастики» и «Весна».
- Песня «Танцор диско» изначально значилась в репертуаре сольного проекта Сергея Степанова.